# Джек Айронс
Джек Стівен Айронс (англ. Jack Steven Irons; нар. 18 липня 1962, Лос-Анджелес, Каліфорнія) — американський музикант, барабанщик, відомий виступами з гуртами Red Hot Chili Peppers, Eleven, Pearl Jam. Айронс також працював із різними гуртами і музикантами, у тому числі з солістом гурту The Clash Джо Страмером.

## Біографія

### Дитинство
Джек Айронс народився й виріс у Лос-Анджелесі в єврейській сім'ї. У дитинстві майбутній музикант використовував столові прилади, імітуючи рухи барабанних паличок. Відвідував середню школу «Бенкрофт» у Голівуді, де познайомився з Майклом Бальзарі та Гіллелом Словаком. Разом із ними перейшов у вищу школу «Фейрфекс». Там також навчався Ентоні Кідіс — майбутній вокаліст групи Red Hot Chili Peppers. Айронс грав на ударних у шкільному гурті та в оркестрі.

### «What Is This?» та «Red Hot Chilli Peppers»
Айронс був одним із співзасновників і першим ударником гурту Red Hot Chilli Peppers. У 1976 році Айронс, Йоанн, Словак та їхній однокласник Тодд Стрессмен заснували гурт Chain Reaction. Потім, після першого виступу юні музиканти змінили назву на Anthym. Словак не був задоволений грою Стрессмена на бас-гітарі, тому з часом вони замінили його на Бальзарі. Флі швидко перевершив Стрессмена й зайняв місце бас-гітариста.

### Вихід із Red Hot Chili Peppers
25 червня 1988 року Джек покинув гурт. За його словами, він не хотів бути членом групи, де померли його друзі. Смерть Словака стала для нього справжнім шоком. Після того як Джек пішов з гурту, він потрапив на лікування до психіатричної лікарні.

### Співпраця з різними групами
У 1990 році Джек став одним із співзасновників гурту Eleven. Із цією командою він записав альбом «Awake in a Dream» у 1991 р. та «Eleven» у 1993 р. Розпочавши працю над третім альбомом гурту — «Thunk» — Айронс перейшов до гурту Pearl Jam, так і не догравши свої барабанні партії. До того ж Джек повернувся до Eleven у 2003 році, де брав участь у записі альбому «Howling Book». Відомо, що в Pearl Jam Джека кликали давно. Саме Айронс привів у цей гурт Едді Веддера, разом із яким він грав у баскетбол у Каліфорнії. Так, офіційним ударником Pearl Jam Джек став лише в 1994. Саме тоді йшла робота над альбомом «Vitalogy». Айронс залишався з гуртом до 1998 року, записавши 3 альбоми. У його кар'єрі також були й проєкти з іншими музикантами, зокрема з Джо Страммером та гуртом «Redd Kross».

## Сольна кар'єра
Надалі Джек старався розкрутити свою сольну кар'єру. 2004 року він випустив альбом «Attention Dimension». Другий сольний проєкт, альбом «No Heads Are Better Than One», Джек випустив у 2010 році, а в 2011 вийшов «Blue Manatee».